# Cercanías

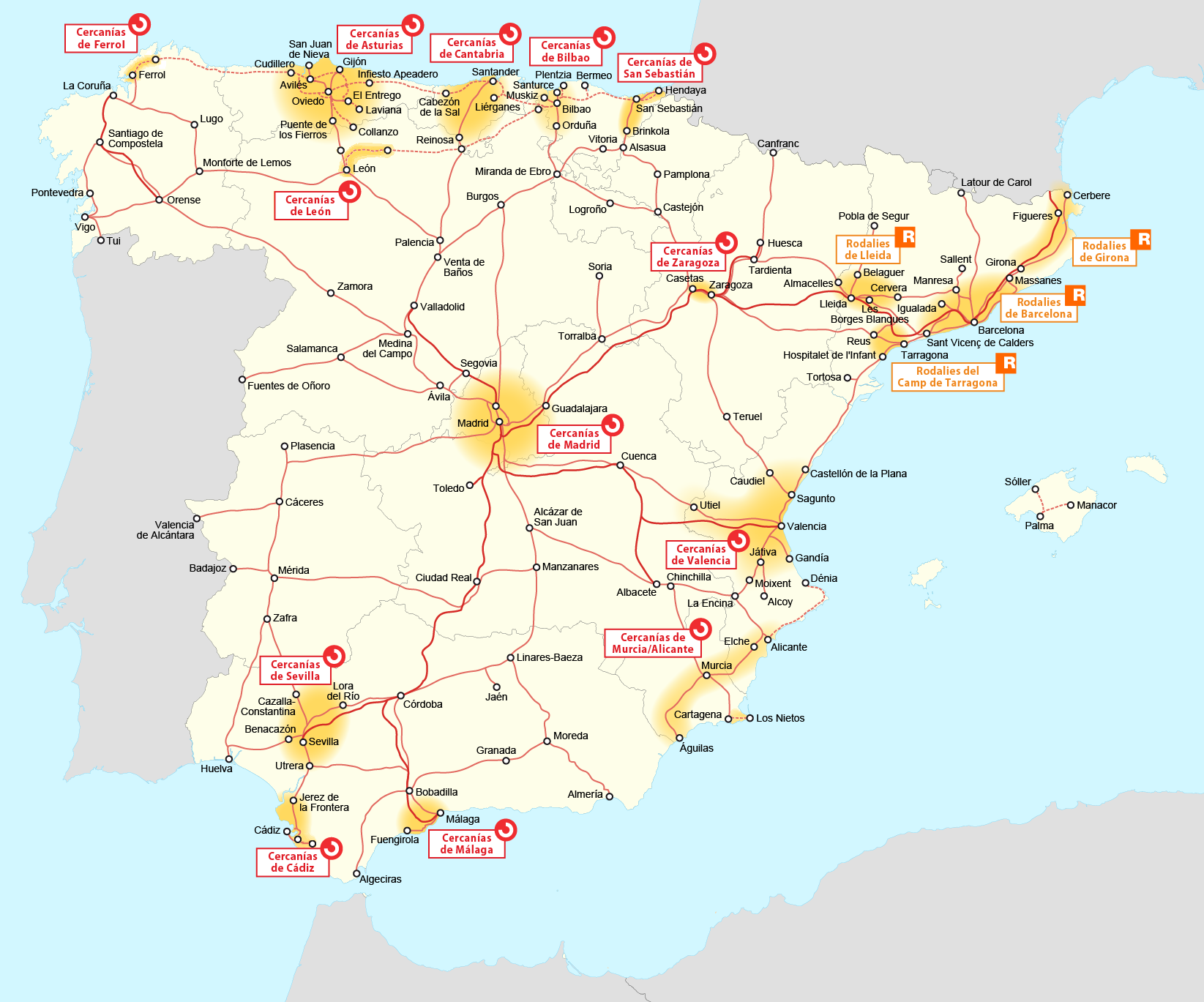
Mappa dei servizi Cercanías.

Cercanías è il nome dato ai servizi ferroviari suburbani attivi nelle più grandi aree metropolitane della Spagna. In Catalogna prendono il nome di Rodalies, mentre nei Paesi Baschi viene anche usato il termine locale Aldiriak. Il servizio è gestito dalla compagnia ferroviaria Renfe Operadora.
Attualmente sono attivi dodici servizi ferroviari Cercanías:
- Cercanías delle Asturie
- Cercanías di Barcellona (Rodalies della Catalogna)
- Cercanías di Bilbao
- Cercanías di Cadice
- Cercanías di Cantabria
- Cercanías di Madrid
- Cercanías di Malaga
- Cercanías di Murcia e Alicante
- Cercanías di San Sebastián
- Cercanías di Saragozza
- Cercanías di Siviglia
- Cercanías di Valencia

Le reti Cercanías di Barcellona, Bilbao, Madrid, Siviglia e Valencia sono interconnesse con le metropolitane cittadine.
La rete madrilena è stata obiettivo di un attentato terroristico nel 2004. L'attentato avvenne nelle stazioni di Santa Eugenia, El Pozo e Atocha.